# Srce TV
Srce TV, ранее Чаковецкое телевидение (хорв. Čakovečka televizija) — хорватский региональный телеканал, вещающий из города Чаковец на территории Меджимурской жупании.

## Описание
Чаковецкое телевидение начало работу в 2002 году как часть Хорватского коммерческого телевидения и оставалось его частью вплоть до 2005 года (роспуска сети). В настоящий момент владельцем телеканала является ООО Major.
На телеканале выпускаются двадцать программ собственного производства, показываются выпуски новостей региона, ток-шоу в прямом эфире, спортивные новости, а также фильмы и телесериалы.

## Вещание
Относится к третьему региональному мультиплексу D3. Передатчики расположены в Иваншчице и Копривнице, вещает на 36-м дециметровом канале. Доступен для просмотра частично в следующих жупаниях: Вараждинской, Копривницко-Крижевацкой и Беловарско-Билогорской. Также телеканал доступен на IPTV-платформе MaxTV.